# Pepijn Caudron
Pepijn Caudron (Mechelen, 5 mei 1975) is een Vlaams acteur en onder het pseudoniem Kreng componist, muzikant en dj.

## Acteerloopbaan
Als acteur werkt hij hoofdzakelijk in het theater (onder andere bij Abattoir Fermé, KVS, NTG, Het Toneelhuis, Theater Malpertuis, HETPALEIS). In Los, geregisseerd door Jan Verheyen, speelde Caudron zijn eerste filmrol; hij vertolkte het hoofdpersonage Tom Naegels. Zijn bekendste rol op televisie is die van Tom Dewindt in Kinderen van Dewindt.
In 2010 en 2011 maakte hij ook deel uit van de vaste cast van MONSTER!, een tv-serie van de digitale zender Acht en Abattoir Fermé waarvoor hij eveneens de muziek schreef. Hij schreef als Kreng ook de muziek voor de film Cooties uit 2014 van Jonathan Milott en Cary Murnion met Elijah Wood.
Hij speelde gastrollen in Heterdaad (Ben Robijns), Flikken (Michael), Aspe (Frank Lernaut) en Witse (Bart Vanautgaerden en Steven Demeyer). Hij speelde ook de rol van Gentil in VTM-serie De Kotmadam.  Hij speelde een gastrol in Code 37 in 2011, in Zone Stad in 2012. Hij speelde Joris in de fictiereeks Rang 1. In 2015 speelde hij als psycholoog Carl Kaspers in de VTM sitcom Altijd Prijs.

## Film en televisie
- Hey pa! (1996) - als Tom
- Heterdaad (1996-1999) - als Ben Robijns
- De Kotmadam (1998-2001, 2024) - als Gentil Aelvoet
- Flikken (2001) - als Michael
- Witse (2004) - als Bart Vanautgaerden
- Aspe (2004) - als Frank Lernout
- Kinderen van Dewindt (2005, 2007-2009) - als Tom Dewindt
- Los (2008) - als Tom
- Aspe (2008) - als gegijzelde
- Goesting (2010) - als Jan Janssens
- Witse (2010) - als Steven Demeyer
- Mega Mindy (2010) - als De vlinder
- MONSTER! (2010-2011) - als Pepijn
- Code 37 (2011) - als Senne Van Loon
- Rang 1 (2011-2012) - als Joris Wouters
- Zone Stad (2012) - als Stef Vertongen
- Danni Lowinski (2013) - als Christian Van den Bossche
- Binnenstebuiten (2013) - als Eric
- Rox (2013) - als Vladimir Petrovic
- Aspe (2014) - als Marc Verhaegen
- Labyrinthus (2014) - als Rudolf
- Altijd Prijs (2015) - als Carl Kaspers
- De zonen van Van As (2020) - als bakker

## Kreng
Caudrons muziekproject en alter ego Kreng maakte aanvankelijk muziek die geheel gemaakt was met samples uit free jazz, oude elektronische muziek, modern klassiek en veldopnamen. Nu maakt Kreng sounddesign en ambientachtige theater- en filmmuziek, onder andere voor Abattoir Fermé, NTGent, Het Paleis en Kevin Trappeniers.
In het Dordrechts Museum trad Kreng op met jazztrompettist Bart Maris. In WORM trad hij op met celliste Okkyung Lee. In het kunstencentrum Bozar trad hij op het Bozar Electronic Arts Festival op met Roos Janssens (baritonsaxofoon) en Benjamin Glorieux (cello).
Kreng creëert in 2010 de soundtrack voor de cult televisieserie MONSTER!. Deze score verscheen op een extra 10 inch lp die deel uitmaakte van Kreng - Works for Abattoir Fermé 2007-2011.
Eind 2013 maakte Caudron onder de vleugels van het in Los Angeles gevestigde managementbureau SpectreVision de muziek voor Cooties, een Amerikaanse horrorkomedie met Elijah Wood.
De platen van Kreng worden uitgegeven door het Noorse platenlabel Miasmah.

### Discografie
- 2009: L'Autopsie Phénoménale De Dieu
- 2011: Grimoire
- 2012: Works For Abattoir Fermé 2007-2011
- 2015: The Summoner